# Reynolds (Indiana)
Reynolds és una població dels Estats Units a l'estat d'Indiana. Segons el cens del 2000 tenia 547 habitants.

## Demografia
Segons el cens del 2000, Reynolds tenia 547 habitants, 199 habitatges, i 159 famílies. La densitat de població era de 398,5 habitants/km².
Dels 199 habitatges en un 44,2% hi vivien nens de menys de 18 anys, en un 63,3% hi vivien parelles casades, en un 9,5% dones solteres, i en un 20,1% no eren unitats familiars. En el 17,1% dels habitatges hi vivien persones soles el 7% de les quals corresponia a persones de 65 anys o més que vivien soles. El nombre mitjà de persones vivint en cada habitatge era de 2,75 i el nombre mitjà de persones que vivien en cada família era de 3,06.
Per edats la població es repartia de la següent manera: un 31,4% tenia menys de 18 anys, un 6,6% entre 18 i 24, un 32,5% entre 25 i 44, un 17,4% de 45 a 60 i un 12,1% 65 anys o més.
L'edat mediana era de 33 anys. Per cada 100 dones de 18 o més anys hi havia 93,3 homes.
La renda mediana per habitatge era de 40.833 $ i la renda mediana per família de 44.083 $. Els homes tenien una renda mediana de 32.250 $ mentre que les dones 20.417 $. La renda per capita de la població era de 16.188 $. Entorn del 2% de les famílies i el 4,6% de la població estaven per davall del llindar de pobresa.

## Poblacions més properes
El següent diagrama mostra les poblacions més properes.